# أخصائي صرع
أخصائي الصرع (بالإنجليزية:  Epileptologist)‏ هو طبيب أعصاب للبالغين أو الأطفال وهو متخصص في علاج الصرع. أطباء الصرع هم خبراء في نوبات الصرع واضطرابات تلك النوبات، ومضادات الاختلاج، والحالات الخاصة التي تنطوي على نوبات، مثل الحالات التي فشلت فيها جميع العلاجات التي تهدف إلى إيقاف النوبات والصرع (خاصة الصرع الخاضع لسيطرة ضعيفة) في النساء الحوامل. يتخصص بعض أطباء الصرع في علاج الصرع لدى الأطفال.
يتضمن التدريب المطلوب للحصول على خبرة في مجال الصرع عمومًا إقامة في طب الأعصاب أو طب الأعصاب لدى الأطفال متبوعًا بزمالة في الفيزيولوجيا العصبية السريرية أو الصرع. عقد المجلس الأمريكي للطب النفسي والأعصاب أولاً شهادات التخصص الفرعي في الصرع بعد تصويت في عام 2010 مع ظهور زمالات معتمدة من ACGME في منتصف عام 2010. الزمالات المعتمدة مدتها سنة واحدة وتركز على التدريب على تخطيط كهربية الدماغ والتخطيط الجراحي والعلاج السريري للصرع.
طبيب الصرع ليس ضروريًا لعلاج جميع اضطرابات النوبات، ولا يُستشار عمومًا إلا إذا لم تتوقف النوبات، على الرغم من العلاج من طبيب عادي أو طبيب أعصاب.

## أصل التخصص
نشأ مجال علم الصرع لأول مرة في أوائل القرن العشرين، وتم تحديد ويليام فيليب سبراتلينج كأول طبيب صرع. ويقال أنه صاغ هذا المصطلح عام 1904.